# ちはら台地区
ちはら台地区（ちはらだいちく）は、千葉県市原市において市原市役所ちはら台支所が管轄する地区のことを言う。

## 概要
ちはら台地区は、五井地区、市原地区、姉崎地区の次に人口規模が大きい。また、ちはら台ニュータウンの市原市側全域をもって構成されている。市原市役所ちはら台支所が設置されるまでは、現在のちはら台西とちはら台南の全域が市原地区、ちはら台東の全域が市津地区であった。

## 地名

### 「ちはら台」の由来
「ちはら台」を参照

### 構成町丁
- ちはら台東
- ちはら台南
- ちはら台西

### 廃止住居表示
土地区画整理事業換地処分及び市原市役所ちはら台支所設置時に町丁の新設を実施し、草刈・押沼及び番場に施行されていた、千原台一丁目から千原台七丁目の住居表示は廃止された。なお、廃止前の2000年4月1日現在の住居表示施行地域の人口は以下の通りである。
| 住居表示     | 世帯数    | 人口     |
| ------------ | --------- | -------- |
| 千原台一丁目 | 145世帯   | 515人    |
| 千原台二丁目 | 68世帯    | 126人    |
| 千原台三丁目 | 851世帯   | 2834人   |
| 千原台四丁目 | 1848世帯  | 6365人   |
| 千原台五丁目 | 502世帯   | 1462人   |
| 千原台六丁目 | 469世帯   | 1056人   |
| 千原台七丁目 | 261世帯   | 771人    |
| 計           | 4,144世帯 | 13,129人 |

## 沿革
市原市市政施行前に関しては旧市原地区は「市原町」、旧市津地区は「市津町」を参照
- 1963年5月1日 - 旧市原郡の北部5町が合併して市原市市制施行[2]。
- 1967年10月1日 - 旧市原郡の南部2町村が合併して新生市原市発足[2]。
- 1977年5月11日 - 千原台土地区画整理事業が開始される[2]。
- 1989年
  - City&Cityちはら台の街開き[2]
  - 4月1日 - 市原市立市東第一小学校と市原市立菊間小学校から分離して市原市立水の江小学校開校[2]。
- 1992年4月1日 - 市原市立菊間中学校から分離して市原市立ちはら台南中学校開校[2]。
- 1994年4月1日 - 市原市立水の江小学校から分離して市原市立清水谷小学校開校[2]。
- 1995年 - 千葉急行電鉄千原線がちはら台駅まで暫定開業[2]。
- 1997年4月1日 - 市原市立清水谷小学校から分離して市原市立牧園小学校開校[2]。
- 1998年 - 千葉急行電鉄が経営破綻し、京成電鉄に千原線が引き継がれる[2]。
- 2002年
  - 2月5日 - 千原台土地区画整理事業換地処分。市原市役所ちはら台支所及びちはら台コミュニティーセンター設置。市原地区及び市津地区からちはら台地区が分離する[2]。
- 2007年
  - 3月31日 - ニュータウン事業が完了する[2]。
  - 9月8日 - ヤオコー及びシネマックスを核店舗とするユニモちはら台が開業[2]。
- 2010年2月5日 - 市原市立水の江小学校から分離して市原市立ちはら台桜小学校開校[2]。
- 2012年4月1日 - 市原市立ちはら台南中学校から分離して市原市立ちはら台西中学校開校[2]。
- 2020年4月22日 - もりまちちはら台モールが開業[2]。

## 人口
2022年4月1日現在の世帯数と人口は以下の通りである。
| 町丁字     | 世帯数     | 人口     |  |
| ---------- | ---------- | -------- |  |
| ちはら台東 | 4,211世帯  | 12,744人 |  |
| ちはら台南 | 3,071世帯  | 7,372人  |  |
| ちはら台西 | 2,748世帯  | 7,536人  |  |
| 合計       | 10,030世帯 | 27,652人 |  |

## 教育
| 小学校                   |      | 中学校                   | 県立高校 |       |
| ------------------------ | ---- | ------------------------ | -------- | ----- |
| 市原市立水の江小学校     | 全域 | 市原市立ちはら台南中学校 | 第9学区  | [ 4 ] |
| 市原市立ちはら台桜小学校 | 全域 | 市原市立ちはら台南中学校 | 第9学区  |       |
| 市原市立清水谷小学校     | 一部 | 市原市立ちはら台南中学校 | 第9学区  |       |
| 市原市立清水谷小学校     | 一部 | 市原市立ちはら台西中学校 | 第9学区  |       |
| 市原市立牧園小学校       | 全域 | 市原市立ちはら台西中学校 | 第9学区  |       |

## 施設

### 行政・社会教育施設
- 市原市役所ちはら台支所
- 市原市立ちはら台コミュニティーセンター
- 市原警察署ちはら台駅前交番

### 交通系施設
- ちはら台駅

### 小学校
- 市原市立水の江小学校
- 市原市立清水谷小学校
- 市原市立牧園小学校
- 市原市立ちはら台桜小学校

### 中学校
- 市原市立ちはら台南中学校
- 市原市立ちはら台西中学校

### 大規模小売店舗
- ユニモちはら台
- スーパービバホームちはら台店
- もりまちちはら台モール